# Empoasca sessibulis
Empoasca sessibulis är en insektsart som beskrevs av Rowland Southern 1982. Empoasca sessibulis ingår i släktet Empoasca och familjen dvärgstritar. Inga underarter finns listade i Catalogue of Life.